# Биг Маски

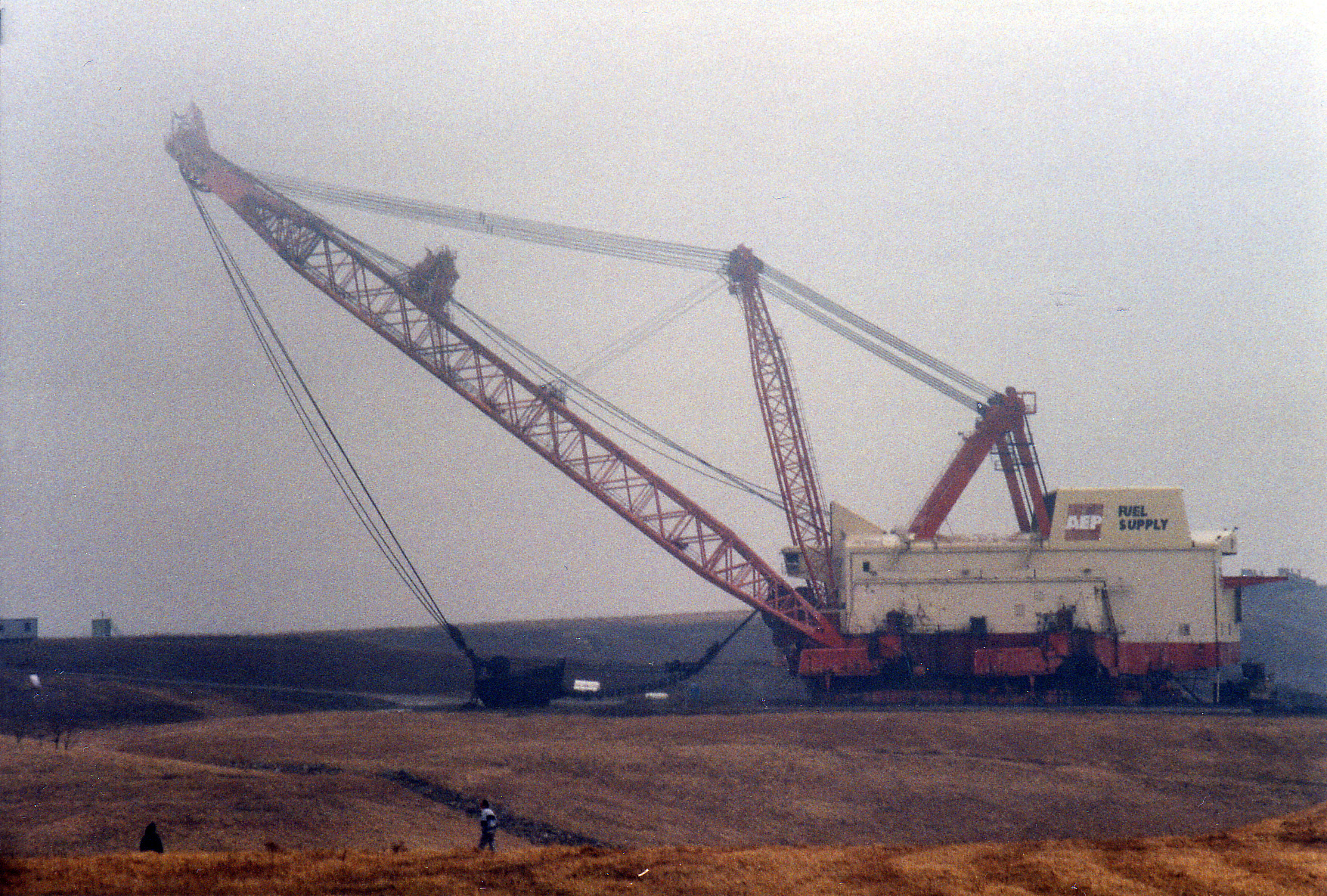
Биг Маски, февраль 1999 года

Биг Ма́ски (англ. Big Muskie, в пер. «здоровяк», «силач») — название самого большого в мире шагающего экскаватора, драглайна 4250-W, созданного в 1969 году компанией Bucyrus International (англ.) для работы на угольном разрезе компании Central Ohio Coal Company (англ.) в штате Огайо, США. Считается самым крупным в мире движущимся механизмом и самым крупным шагоходом.

## Технические параметры
Вес экскаватора составлял около 13 000 т. Размеры экскаватора:
- Высота — 67,8 м
- Ширина — 46,2 м
- Длина — 148,6 м

Объём ковша составил 168 м³ и в него свободно входило 2 автобуса или 12 легковых автомобилей.
Экскаватор строили 2 года. Трудозатраты составили 200 000 человеко-часов.
Стоимость его составила в 1969 году 25 млн долларов США.
В движение экскаватор приводился с помощью электроэнергии, питание от кабеля под напряжением 13 800 вольт. Кабель перемещался с помощью специального транспортного средства. Электропривод осуществлялся с помощью системы двигатель—генератор, который преобразовывал переменный ток в постоянный, приводящий в движение все основные механизмы экскаватора. Потребляемая экскаватором мощность была эквивалентна мощности, потребляемой 27 500 квартирами.
Перемещался экскаватор с помощью механизма шагающего хода, приводимого в движение гидравликой.

## Выполненная работа
Срок эксплуатации экскаватора составил 30 лет, с 1969 по 1999 годы. Сменный экипаж насчитывал 5 человек.
За этот период машиной было перемещено более 465 млн м³ вскрышных пород, что более чем в два раза превысило объём земляных работ по строительству Панамского канала. В результате было добыто более 20 000 000 тонн угля.
Биг Маски был демонтирован в 1999 году. Его ковш был перевезён в музей горного дела Miners Memorial Park в округе Морган (англ.), штат Огайо.
На месте работ, произведённых Биг Маски, после рекультивации был открыт парк дикой природы The Wilds (англ.), в котором были представлены многочисленные образцы североамериканской, африканской и азиатской фауны.